# 松山研一
松山研一（日语：／ Matsuyama Kenichi，1985年3月5日—），日本男演員，出生於青森縣陸奧市。身高180公分，血型為B型。所屬經紀公司為Horipro。因演出《NANA》、《重金搖滾雙面人》以及飾演《死亡筆記本》電影版中的角色「L」而為人熟悉。

## 略述
2001年，因父母的鼓勵，參加HORIPRO×Boon×PARCO共同企劃的Horipro男性「New Style Audition」徵選，在16,572人中獲得最高獎。在PARCO 2001年「Looking for a new "NEW"」以運動模特兒初次亮相。
2002年參與電視劇《極道鮮師》第一季的演出，是為演員出道作。被日本出版界與電影界的鉅子角川春樹提拔，在2005年的電影《男人們的大和》中演出戲分吃重的少年兵一角，《男人們的大和》獲得50億日圓的票房。之後陸續演出了角川春樹製作的大成本電影《成吉思汗：征服到地與海的盡頭》及重拍版的《椿三十郎》等片。
2006年，因扮演《死亡筆記本》系列電影的角色「L」而受到關注。2008年主演的《重金搖滾雙面人》也獲得了超過20億日圓的票房。2009年，在電影《戀愛植男》中扮演患有過動症並且操著津輕方言的農村青年，獲得每日電影獎最佳男主角獎。2010年，主演電影《挪威的森林》入選第67屆威尼斯國際電影節主競賽單元。2011年與演員小雪結婚。主演日本放送協會（NHK）2012年度大河劇《平清盛》。2015年主演電影《天之茶助》入選第65屆柏林影展競賽單元。
2016年演出電影《聖之青春》，飾演患有腎臟病的將棋棋手村山聖，為戲增重20kg；到連同《珍遊記》的演出，獲得當年度藍絲帶獎最佳男主角獎。

## 人物
- 2010年，松山研一為了主演的電影《挪威的森林》於12月16日到台灣宣傳，還為自己正名：「其實我名字不是『健一』而是『研一』，父母給我取『研』字，是希望我有研究精神。」更透露出道前經紀公司替他算命，建議他把漢字名改為日文片假名「松山」，運勢好又具特色，松山因而接受[2]。在官方網站使用的簡稱為。
- 2012年1月5日，與演員妻子小雪的第一個兒子出生。2013年1月10日，女兒出生；2015年7月8日，第三個孩子出生，為男孩[3]。
- 有觸摸鼻子，立起大拇指的癖好，喜歡下將棋。基本上對辣的食物感到棘手，喜歡的食物是鰻魚。
- 是松田優作的影迷，最崇拜的武將是織田信長和宮本武藏。
- 多位共事的工作人員表示松山屬於身體柔軟度差的體質。
- 家鄉陸奧市沒有電影院，直到上東京發展才第一次去電影院看電影。上東京後剛開始打過各種工，但都無法持續，最短兩天即離職。出道初期即使有一天的空檔，也會回家鄉。
- 雖然十六歲時便前往東京生活，但是對家鄉下北地區的方言有獨特的堅持，比如習慣用下北方言自稱「わい (wa-i)」。

## 演出作品
註：片名粗體字為主演

### 電視劇
- 極道鮮師（2002年4月－7月，日本電視台）飾演 毛利研一（3年D組學生）
- 極道鮮師特別篇「再見3年D組…小美淚的畢業禮」（2003年3月26日，日本電視台）飾演 毛利研一（3年D組學生）
- 孩子們的戰爭5（2003年，中部日本放送，TBS）飾演 黑田佑太
- BE-BOP-HIGHSCHOOL（2004年，TBS）飾演 川端純
- リターンマッチ～敗者復活戰～（2004年12月5日，富士電視台）飾演 內海昇
- ディビジョン1 舞台15「台場冒險王SP 男朋友誓言!!」（2005年7月－8月，富士電視台）飾演 安田重人
- BE-BOP-HIGHSCHOOL 2（2005年，TBS）飾演 川端純
- 一公升的眼淚（2005年10月－12月，富士電視台）飾演 河本祐二
- 折翼的天使I 第二夜「LIVE CHAT」（2006年2月28日，富士電視台）飾演 タロー／真吾
- マチベン 第一集（2006年4月8日，NHK綜合）飾演 進藤和彦
- その5分前「或る夜の出来事」（2006年12月26日，NHK綜合）飾演 タカシ
- Sexy Voice and Robo（2007年4月－6月，日本電視台）主演・飾演 須藤威一郎（ROBO）
- 守財奴（2009年1月－3月，日本電視台）主演・飾演 蒲郡風太郎
- TBS開台60周年紀念劇：99年的愛 （2010年11月3日－7日，TBS）飾演 平松次郎
- 大河劇 （NHK綜合）
  - 平清盛（2012年1月8日－2012年12月）主演・飾演 平清盛
  - 怎麼辦家康（2023年）飾演 本多正信
- 朝日電視台開台55周年紀念節目：奧運會的贖金 （2013年11月30日・12月1日，朝日電視台） 飾演 島崎國男
- 終戰69年特別企劃劇：遙遠的約定，變成星星的孩子們 （2014年8月25日，TBS） 主演・飾演 戶田英一
- NHK放送90年特別劇：紅白誕生的那天 （2015年3月21日，NHK）主演・飾演 新藤達也
- 江戶盜賊團雙雄 （2015年6月－7月，WOWOW）主演・飾演 弁藏
  - 江戶盜賊團雙雄2 (2016年9月－10月，WOWOW）
- 根性青蛙（2015年7月－9月，日本電視台）主演・飾演 阿宏
- A LIFE〜深愛的人〜（2017年1月，TBS）飾演 井川颯太
- 隣の家族は青く見える(总觉得邻居家更幸福) (2018年1月，富士電視台）飾演 五十嵐大器
- 從宮本到你（2018年4月，東京電視台）飾演 神保和夫
- 白色巨塔 2019朝日電視台開台60年紀念劇（2019年5月，朝日電視台）飾演 里見脩二
- 虛假的共犯（2019年11月－12月，NHK BS Premium）飾演 三反園邦雄
- 聖☆哥傳 III紀（2020年1月11日－18日，NHK綜合）飾演 耶穌
- 閉門者（2020年11月22日，NHK綜合）飾演 倉田雅夫
- 日本沉沒-希望的人-（2021年10月－12月，TBS）飾演 常盤紘一
- 如果能說100萬次就好了（2023年1月－3月，TBS）飾演 魚住讓
- 告別醫院（2024年2月，NHK綜合）飾演 廣野誠二
- 晨間劇 如虎添翼（2024年4月－9月，NHK綜合）飾演 桂場等一郎
- 誰看見了孔雀在跳舞？（2025年1月24日－，TBS）飾演 松風義輝

### 電影
- 光明的未來（2003年1月18日上映，導演：黑澤清）飾演 ジュン
- 禁室培欲4：秘密地下室（2003年8月30日上映，導演：水谷俊之）飾演 ヒトシ
- 偶遇極惡少年（2004年，導演：具秀然）飾演 小惡霸
- 蒲地（2004年，導演：望月六郎）
- 致勝妙傳 Winning Pass（2004年1月24日上映，導演：中田新一）電影初主演・飾演 小林健太
- 澀谷怪談2（2004年2月7日上映，導演：堀江慶）飾演 篠原庸介
- 茶之味（2004年7月17日上映，導演：石井克人）飾演 松KEN（不良學生）
- 琳達！琳達！（2005年7月23日上映，導演：山下敦弘）飾演 槙原裕作
- NANA（2005年9月23日上映，導演：大谷健太郎）飾演 岡崎真一
- 不良少年之夢（2005年10月15日上映，導演：花堂純次）主演・飾演 義家弘介
- Custom Made 10.30（2005年10月29日上映，導演：ANIKI）飾演 タモツ
- 男人們的大和（2005年12月17日上映，導演：佐藤純彌）飾演 神尾克己
- 死亡筆記本（2006年6月17日上映，導演：金子修介）飾演 L／龍崎
  - 死亡筆記本：決勝時刻（2006年11月3日上映，導演：金子修介）飾演 L／龍崎
  - L：最終的23日（2008年2月9日上映，導演：中田秀夫）主演・飾演 L
  - 死亡筆記本：決戰新世界（2016年，導演：佐藤信介）飾演 L
- 尋找大拇指（2006年8月26日上映，導演：熊澤尚人）飾演 五十嵐智彦
- 夢十夜：第十夜（2007年1月27日上映，第十夜部分導演：山口雄大）飾演 莊太郎
- 成吉思汗：征服到地與海的盡頭（2007年3月3日上映，導演：澤井信一郎）飾演 朮赤
- 神童（2007年4月21日上映，導演：萩生田宏治）飾演 菊名和音
- 海豚奇蹟 （2007年7月7日上映，導演：前田哲）飾演 植村一也
- 南方大作戰（2007年10月6日上映，導演：森田芳光）飾演  新垣巡査
- 椿三十郎（2007年12月1日上映，導演：森田芳光）飾演 井坂伊織
- 不要嘲笑我們的性（2008年1月19日上映，導演：井口奈己）飾演 磯貝布
- 重金搖滾雙面人（2008年8月23日上映，導演：李鬪士男）主演・飾演 根岸崇一 / Johannes Krauser 克勞薩二世
- 戀愛植男（2009年夏上映，導演：橫濱聰子）主演・飾演 水木陽人
- 忍者戰場（2009年秋上映，導演：崔洋一）主演・飾演 卡姆依
- 賭博默示錄（2009年10月10日上映，導演：佐藤東彌）飾演 佐原誠
- 笑笑警官（2009年，導演：角川春樹）飾演 謎之男
- 是誰吻了我？ (2010年3月上映，導演：Hans Canosa) 主演・飾演 佑司
- 挪威的森林（2010年秋，導演：陳英雄）主演・飾演 渡邊徹
- 殺戮都市 / 殺戮都市：完美抉擇（2011年1月、4月，導演：佐藤信介）主演・飾演 加藤勝
- 革命青春（2011年5月上映，導演：山下敦弘）主演·飾演 梅山
- 白兔玩偶 （2011年8月20日，導演：薩布）主演・飾演 河地大吉
- 幸福特快車（2013年8月，導演：森田芳光）主演・飾演 小町圭
- 清須會議（2013年，導演：三谷幸喜） 飾演 堀秀政
- 家路（2014年，導演：久保田直）主演 澤田次郎
- 春之峰：攀越夢想（2014年，導演：木村大作）主演・飾演 長嶺亨
- 蒼之亂（2015年）飾演 將門小次郎 (原型為平將門)
- 天之茶助（2015年，導演：薩布）主演・飾演 早乙女茶助[4]
- 日本最長的一天（2015年，導演：原田真人） 飾演 佐佐木武雄
- 如此如此，這般這般（2016年，導演：杉山泰一）主演・飾演 出船亭志田
- 珍遊記（2016年，導演：山口雄大）主演・飾演 山田太郎
- 怒（2016年，東寶、導演：李相日）飾演 田代哲也[5]
- 聖之青春（2016年，導演：森義隆）主演・飾演 村山聖
- 關原（2017年，導演：原田真人）飾演 直江兼續
- 百合心（2017年，導演：熊澤尚人）飾演 洋介
- 聖哥傳 （2018年，導演：福田雄一）主演・飾演 耶穌
- 男人真命苦（2019年，導演：真利子哲也）飾演 神保和夫
- 皇家賓館（2020年，導演：武正晴）飾演 宮川聰史
- 河邊牟呼栗多（2021年，導演：荻上直子）飾演 山田剛志
- 群青戰記（2021年，導演：本廣克行）飾演 織田信長
- BLUE（2021年，導演：吉田惠輔）主演・飾演 瓜田信人
- 噪音（2022年，導演：廣木隆一）主演・飾演 田邊純
- 通往大河之道（2022年，導演：中西健二）
- 失控的照護（2023年，導演：前田哲）主演・飾演 斯波宗典
- 大名倒產（2023年，導演：前田哲）飾演 松平新次郎
- 聖☆哥傳 THE MOVIE〜聖人 VS 惡魔軍團〜（2024年，導演：福田雄一）主演・飾演 耶穌

### 動畫配音
- 死亡筆記本（第12集、2006年12月26日，日本電視台）聲演 傑拉斯
- 死亡筆記本ディレクターズカット完全決着版 〜リライト・幻視する神〜（2007年8月31日，日本電視台）聲演 傑拉斯
- 重金搖滾雙面人（2008年）聲演 外園誠
- 佛陀2 -無盡的旅程- （2014年）聲演 盜賊塔塔
- 神偷奶爸3 日語版 （2017年）聲演 巴瑟薩布萊德
- PROMARE (2019) 聲演 加洛‧提莫斯

## 獎項
| 年份 | 獎項 |
| ---- | --- |
| 2001 | - HORIPRO×Boon×PARCO 共同企畫「New Style Audition」最高獎 |
| 2006 | - 第31回報知電影獎 ─ 新人獎《男人們的大和》《死亡筆記》 |
| 2007 | - 第28回橫濱電影節 ─ 最優秀新人獎《男人們的大和》《死亡筆記》《親指さがし》 - 第30回日本電影金像獎 ─ 新人演員獎《男人們的大和》 - 第30回日本電影金像獎 ─ 優秀男配角獎《死亡筆記前編》 - エランドール獎 ─ 新人獎《死亡筆記》《親指さがし》 - 第4回万年筆最佳コーディネート獎2007（一般選出部門） |
| 2008 | - 第2回亞洲太平洋・プロデューサーズ・網絡（APN）選出APNアワード受賞 - 第20回日本珠寶最佳dresser獎（男性部門） - 第32回日本電影金像獎 ─ 優秀主演男演員獎《爆粗Band友》 |
| 2009 | - 第60回日劇學院賞 ─ 最佳男主角獎《守财奴》 |
| 2010 | - 第64屆每日电影奖 ─ 最佳男主角獎《奇迹爱情物语》 |
| 2016 | - 第59屆藍絲帶獎 ─ 最佳男主角獎《聖之青春》 - 第40回日本電影金像獎 ─ 優秀主演男演員獎《聖之青春》 |